# Encores!
Pour les articles homonymes, voir Encores (homonymie).

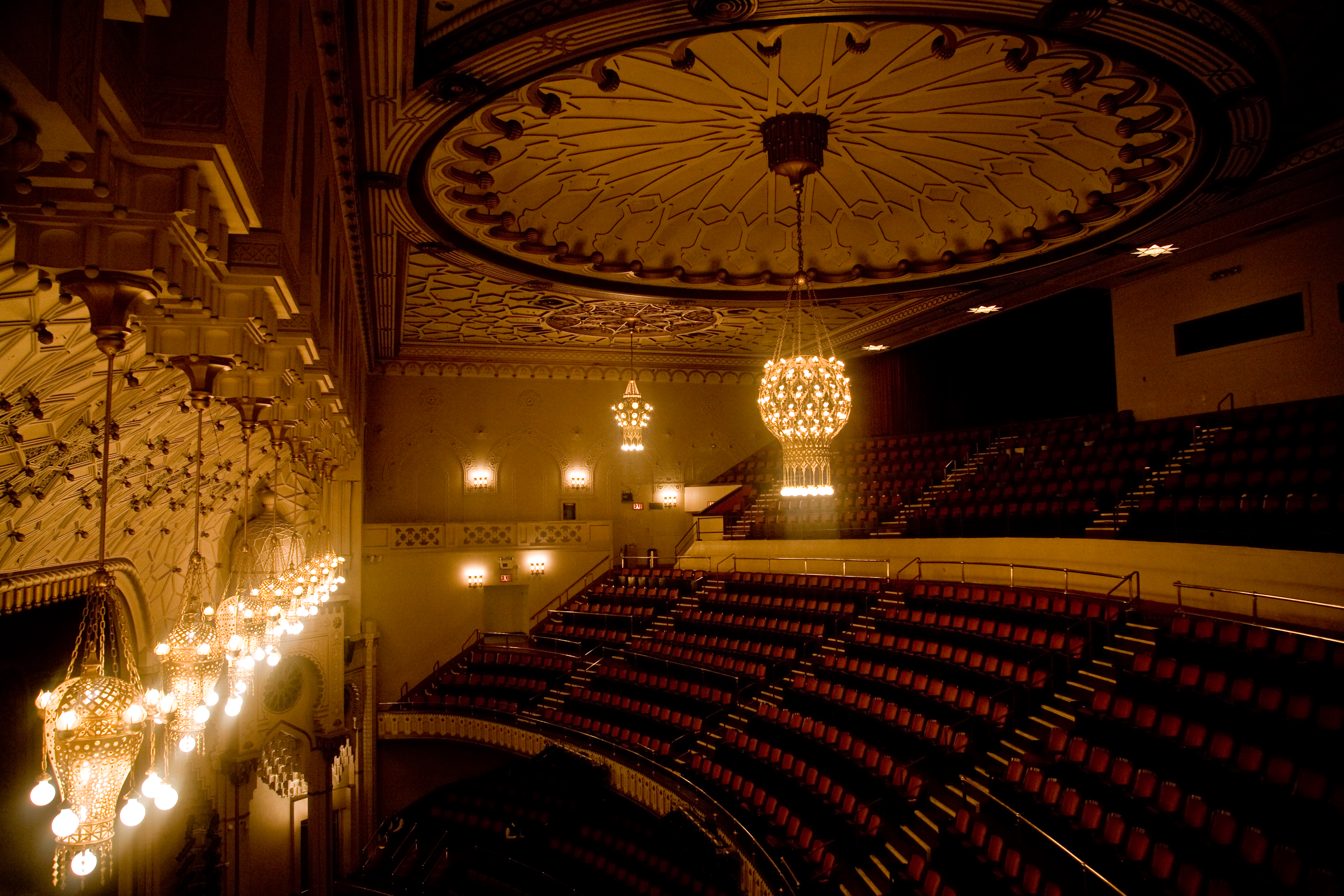
Salle de spectacle du New York City Center.

Encores! est une série de concerts dédiée à l'interprétation de comédies musicales américaines rarement entendues, généralement avec leurs orchestrations originales. Présenté par le New York City Center depuis 1994, Encores! a relancé des spectacles d'Irving Berlin, Rodgers & Hart, George et Ira Gershwin, Cole Porter, Leonard Bernstein et Stephen Sondheim, entre autres. La série a engendré dix-neuf enregistrements de distribution et de nombreux transferts à Broadway, dont Chicago, qui est maintenant la deuxième comédie musicale la plus longue de l'histoire de Broadway. La série a été mise en scène par le directeur artistique Jack Viertel de 2001 à 2020 ; en octobre 2019, le City Center a annoncé que Lear deBessonet prendra la direction artistique à partir de la saison 2021.
De 2000 à 2001, le City Center a présenté une série sœur de courte durée, Voices!, consacrée à des pièces de théâtre américaines rarement produites et produite par Alec Baldwin. De 2007 à 2009, la série dérivée Encores! Summer Stars a présenté des productions entièrement mises en scène de comédies musicales classiques de Broadway, en commençant par une production de Gypsy avec Patti LuPone, Boyd Gaines et Laura Benanti. Gypsy a reçu une attention sans précédent pour un Encores! et a finalement été transféré à Broadway ; LuPone, Gaines et Benanti ont tous remporté des Tony Awards pour leurs performances.
En 2013, le City Center a lancé Encores! Off-Center, une série sœur consacrée aux comédies musicales révolutionnaires Off-Broadway. Mené par la directrice artistique fondatrice Jeanine Tesori pour ses quatre premières saisons, Encores! Off-Center a ensuite été mis en scène par Michael Friedman (2017), Tesori et Anne Kauffman (2018) et Kauffman (depuis 2019),.

## ProductionsEncores!
|    | Titre                                        | Musiques                                    | Paroles                                     | Année | Représentations             | Distribution |
| -- | -------------------------------------------- | ------------------------------------------- | ------------------------------------------- | ----- | --------------------------- | --- |
| 1  | Fiorello!                                    | Jerry Bock                                  | Sheldon Harnick                             | 1959  | 1994                        | Adam Arkin, Philip Bosco, Liz Callaway, Gregg Edelman, Donna McKechnie, Faith Prince, Jerry Zaks                                                                         |
| 2  | Allegro                                      | Richard Rodgers                             | Oscar Hammerstein II                        | 1947  | 1994                        | Stephen Bogardus, Christine Ebersole, Celeste Holm, Karen Ziemba |
| 3  | Lady in the Dark                             | Kurt Weill                                  | Ira Gershwin                                | 1941  | 1994                        | Patrick Cassidy, Christine Ebersole, Tony Goldwyn, Edward Hibbert, Carole Shelley                                                                                        |
| 4  | Call Me Madam                                | Irving Berlin                               | Irving Berlin                               | 1950  | 1995                        | Peter Bartlett, Walter Charles, Jane Connell, Tyne Daly, Christopher Durang, Melissa Errico, Ken Page                                                                    |
| 5  | Out of This World                            | Cole Porter                                 | Cole Porter                                 | 1950  | 1995                        | LaChanze, Gregg Edelman, Andrea Martin, Marin Mazzie, Ken Page, Ernie Sabella, Peter Scolari                                                                             |
| 6  | Pal Joey                                     | Richard Rodgers                             | Lorenz Hart                                 | 1940  | 1995                        | Peter Gallagher, Vicki Lewis, Patti LuPone, Bebe Neuwirth |
| 7  | Du Barry Was a Lady                          | Cole Porter                                 | Cole Porter                                 | 1939  | 1996                        | Liz Larsen, Dick Latessa, Michael McGrath, Robert Morse, Burke Moses, Faith Prince, Donald Trump                                                                         |
| 8  | One Touch of Venus                           | Kurt Weill                                  | Ogden Nash                                  | 1943  | 1996                        | Kevin Chamberlin, Marilyn Cooper, Melissa Errico, David Alan Grier, Jane Krakowski, Danny Rutigliano                                                                     |
| 9  | Chicago                                      | John Kander                                 | Fred Ebb                                    | 1975  | 1996                        | Michael Berresse, Joel Grey, Marcia Lewis, James Naughton, Bebe Neuwirth, Ann Reinking                                                                                   |
| 10 | Sweet Adeline                                | Jerome Kern                                 | Oscar Hammerstein II                        | 1929  | 1997                        | Gary Beach, Stephen Bogardus, Patti Cohenour, Dorothy Loudon, Hugh Panaro, Tony Randall                                                                                  |
| 11 | Promises, Promises                           | Burt Bacharach                              | Hal David                                   | 1968  | 1997                        | Christine Baranski, Dick Latessa, Eugene Levy, Jenifer Lewis, Terrence Mann, Mike O'Malley, Martin Short, Samuel E. Wright                                               |
| 12 | The Boys from Syracuse                       | Richard Rodgers                             | Lorenz Hart                                 | 1938  | 1997                        | Sarah Uriarte Berry, Danny Burstein, Mario Cantone, Davis Gaines, Malcolm Gets, Debbie Gravitte, Rebecca Luker, Michael McGrath, Marian Seldes                           |
| 13 | Strike up the Band                           | George Gershwin                             | Ira Gershwin                                | 1927  | 1998                        | Philip Bosco, Kristin Chenoweth, Jason Danieley, Judy Kuhn, Lynn Redgrave                                                                                                |
| 14 | Li'l Abner                                   | Gene De Paul                                | Johnny Mercer                               | 1959  | 1998                        | Danny Burstein, Lea DeLaria, Katie Finneran, Jonathan Freeman, Cady Huffman, Dana Ivey, Dick Latessa, Burke Moses, Julie Newmar, Alice Ripley, David Ogden Stiers        |
| 15 | St. Louis Woman                              | Harold Arlen                                | Johnny Mercer                               | 1946  | 1998                        | Charles S. Dutton, Stanley Wayne Mathis, Wendell Pierce, Vanessa Williams                                                                                                |
| 16 | Babes in Arms                                | Richard Rodgers                             | Lorenz Hart                                 | 1937  | 1999                        | Kevin Cahoon, Don Correia, Erin Dilly, Christopher Fitzgerald, Priscilla Lopez, Donna McKechnie, Thommie Walsh                                                           |
| 17 | Ziegfeld Follies of 1936                     | Vernon Duke                                 | Ira Gershwin                                | 1936  | 1999                        | Kevin Chamberlin, Christine Ebersole, Ruthie Henshall, Peter Scolari, Mary Testa, Karen Ziemba                                                                           |
| 18 | Do Re Mi                                     | Jule Styne                                  | Betty Comden, Adolph Green                  | 1960  | 1999                        | Marilyn Cooper, Tovah Feldshuh, Randy Graff, Heather Headley, Nathan Lane, Brian Stokes Mitchell, Brad Oscar                                                             |
| 19 | On a Clear Day You Can See Forever           | Burton Lane                                 | Alan Jay Lerner                             | 1965  | 2000                        | Brooks Ashmanskas, Brent Barrett, Roger Bart, Kristin Chenoweth, Peter Friedman, Nancy Opel, Louis Zorich                                                                |
| 20 | Tenderloin                                   | Jerry Bock                                  | Sheldon Harnick                             | 1960  | 2000                        | Sarah Uriarte Berry, Debbie Gravitte, David Ogden Stiers, Patrick Wilson                                                                                                 |
| 21 | Wonderful Town                               | Leonard Bernstein                           | Betty Comden, Adolph Green                  | 1953  | 2000                        | David Aaron Baker, Laura Benanti, Stephen DeRosa, Gregory Jbara, Donna Murphy                                                                                            |
| 22 | A Connecticut Yankee                         | Richard Rodgers                             | Lorenz Hart                                 | 1927  | 2001                        | Christine Ebersole, Henry Gibson, Ron Leibman, Jessica Walter |
| 23 | Bloomer Girl                                 | Harold Arlen                                | E.Y. Harburg                                | 1944  | 2001                        | Philip Bosco, Anita Gillette, Kate Jennings Grant, Michael Park, Jubilant Sykes                                                                                          |
| 24 | Hair                                         | Galt MacDermot                              | Gerome Ragni, James Rado                    | 1967  | 2001                        | Kevin Cahoon, Luther Creek, Gavin Creel, Jesse Tyler Ferguson, Brandi Chavonne Massey, Idina Menzel, Miriam Shor                                                         |
| 25 | Carnival!                                    | Bob Merrill                                 | Bob Merrill                                 | 1961  | 2002                        | Debbie Gravitte, Anne Hathaway, David Margulies, Brian Stokes Mitchell, Douglas Sills                                                                                    |
| 26 | Golden Boy                                   | Charles Strouse                             | Lee Adams                                   | 1964  | 2002                        | Anastasia Barzee, Norm Lewis, Alfonso Ribeiro |
| 27 | The Pajama Game                              | Richard Adler                               | Jerry Ross                                  | 1954  | 2002                        | Mark Linn-Baker, Brent Barrett, Deidre Goodwin, Daniel Jenkins, Ken Page, Karen Ziemba                                                                                   |
| 28 | House of Flowers                             | Harold Arlen                                | Harold Arlen, Truman Capote                 | 1954  | 2003                        | Brandon Victor Dixon, Stacy Francis, Maurice Hines, Nikki M. James, Armelia McQueen, Tonya Pinkins                                                                       |
| 29 | The New Moon                                 | Sigmund Romberg                             | Oscar Hammerstein II                        | 1928  | 2003                        | F. Murray Abraham, Burke Moses, Christiane Noll, Danny Rutigliano |
| 30 | No Strings                                   | Richard Rodgers                             | Richard Rodgers                             | 1962  | 2003                        | Len Cariou, Penny Fuller, Marc Kudisch, James Naughton, Emily Skinner |
| 31 | Can-Can                                      | Cole Porter                                 | Cole Porter                                 | 1953  | 2004                        | Charlotte d'Amboise, Patti LuPone, Michael Nouri, Reg Rogers, Eli Wallach                                                                                                |
| 32 | Pardon My English                            | George Gershwin                             | Ira Gershwin                                | 1933  | 2004                        | Rob Bartlett, Brian d'Arcy James, Emily Skinner , Don Stephenson, Jennifer Laura Thompson                                                                                |
| 33 | Bye Bye Birdie                               | Charles Strouse                             | Lee Adams                                   | 1960  | 2004                        | Walter Bobbie, Victoria Clark, Jessica Grové, Daniel Jenkins, Doris Roberts, Karen Ziemba                                                                                |
| 34 | A Tree Grows in Brooklyn                     | Arthur Schwartz                             | Dorothy Fields                              | 1951  | 2005                        | Jason Danieley, Emily Skinner |
| 35 | Purlie                                       | Gary Geld                                   | Peter Udell                                 | 1970  | 2005                        | John Cullum, Doug E. Doug, Anika Noni Rose, Blair Underwood, Lillias White                                                                                               |
| 36 | The Apple Tree                               | Jerry Bock                                  | Sheldon Harnick                             | 1966  | 2005                        | Michael Cerveris, Kristin Chenoweth, Malcolm Gets, James Earl Jones (voix seulement), Tony Yazbeck                                                                       |
| 37 | Kismet                                       | Alexander Borodin                           | Robert Wright, George Forrest               | 1953  | 2006                        | Danny Gurwin, Marcy Harriell, Marin Mazzie, Brian Stokes Mitchell, Danny Rutigliano                                                                                      |
| 38 | 70, Girls, 70                                | John Kander                                 | Fred Ebb                                    | 1971  | 2006                        | Carleton Carpenter, Mary Jo Catlett, Carole Cook, Olympia Dukakis, Anita Gillette, George S. Irving, Charlotte Rae                                                       |
| 39 | Of Thee I Sing                               | George Gershwin                             | Ira Gershwin                                | 1931  | 2006                        | Wayne Duvall, Jonathan Freeman, Victor Garber, Jefferson Mays, Jenny Powers, Lewis J. Stadlen, Jennifer Laura Thompson                                                   |
| 40 | Follies                                      | Stephen Sondheim                            | Stephen Sondheim                            | 1971  | 8–11 février 2007           | Christine Baranski, Philip Bosco, Victoria Clark, Yvonne Constant, Colin Donnell, Victor Garber, Mimi Hines, Michael McGrath, Donna Murphy, Jenny Powers, Jo Anne Worley |
| 41 | Face the Music                               | Irving Berlin                               | Irving Berlin                               | 1932  | 29 mars - 1 avril 2007      | Walter Bobbie, Judy Kaye, Meredith Patterson, Lee Wilkof |
| 42 | Stairway to Paradise                         | Various                                     | Various                                     |       | 10–14 mai 2007              | Kristin Chenoweth, Christopher Fitzgerald, Jennifer Gambatese, Michael Gruber, Ruthie Henshall, Capathia Jenkins                                                         |
| 43 | Applause                                     | Charles Strouse                             | Lee Adams                                   | 1970  | 7–10 février 2008           | Kate Burton, Mario Cantone, Erin Davie, Christine Ebersole, Tom Hewitt, Michael Park, Chip Zien                                                                          |
| 44 | Juno                                         | Marc Blitzstein                             | Marc Blitzstein                             | 1959  | 27–30 mars 2008             | Michael Arden, Victoria Clark, Tyler Hanes, Celia Keenan-Bolger, Rosaleen Linehan                                                                                        |
| 45 | No, No, Nanette                              | Vincent Youmans                             | Irving Caesar, Otto Harbach                 | 1925  | 8–12 mai 2008               | Michael Berresse, Mara Davi, Sandy Duncan, Charles Kimbrough, Beth Leavel, Rosie O'Donnell                                                                               |
| 46 | On the Town                                  | Leonard Bernstein                           | Betty Comden, Adolph Green                  | 1945  | 19–23 novembre 2008         | Christian Borle, Jessica Lee Goldyn, Leslie Kritzer, Andrea Martin, Jennifer Laura Thompson, Tony Yazbeck                                                                |
| 47 | Music in the Air                             | Jerome Kern                                 | Oscar Hammerstein II                        | 1932  | 5–8 février 2009            | Sierra Boggess, Walter Charles, Kristin Chenoweth, Dick Latessa, Marni Nixon, Douglas Sills                                                                              |
| 48 | Finian's Rainbow                             | Burton Lane                                 | E.Y. Harburg                                | 1947  | 26–29 mars 2009             | Kate Baldwin, Jeremy Bobb, Philip Bosco, Christopher Fitzgerald, Cheyenne Jackson, Jim Norton, Ruben Santiago-Hudson                                                     |
| 49 | Girl Crazy                                   | George Gershwin                             | Ira Gershwin                                | 1930  | 19–22 novembre 2009         | Chris Diamantopoulos, Ana Gasteyer, Wayne Knight, Becki Newton |
| 50 | Fanny                                        | Harold Rome                                 | Harold Rome                                 | 1954  | 4–7 février 2010            | George Hearn, Priscilla Lopez, Elena Shaddow, James Snyder |
| 51 | Anyone Can Whistle                           | Stephen Sondheim                            | Stephen Sondheim                            | 1964  | 8–11 avril 2010             | Raúl Esparza, Sutton Foster, Edward Hibbert, Donna Murphy |
| 52 | Bells Are Ringing                            | Jule Styne                                  | Betty Comden, Adolph Green                  | 1956  | 18–21 novembre 2010         | Bobby Cannavale, Will Chase, Judy Kaye, Kelli O’Hara, Brad Oscar, Danny Rutigliano                                                                                       |
| 53 | Lost in the Stars                            | Kurt Weill                                  | Maxwell Anderson                            | 1949  | 3–6 février 2011            | Daniel Breaker, Chuck Cooper, Patina Miller |
| 54 | Where's Charley?                             | Frank Loesser                               | Frank Loesser                               | 1948  | 17–20 mars 2011             | Sebastian Arcelus, Rebecca Luker, Rob McClure, Howard McGillin, Jill Paice, Lauren Worsham                                                                               |
| 55 | Merrily We Roll Along                        | Stephen Sondheim                            | Stephen Sondheim                            | 1981  | 8–19 février 2012           | Colin Donnell, Celia Keenan-Bolger, Lin-Manuel Miranda, Betsy Wolfe |
| 56 | Pipe Dream                                   | Richard Rodgers                             | Oscar Hammerstein II                        | 1955  | 28 mars - 1 avril 2012      | Will Chase, Laura Osnes, Leslie Uggams, Stephen Wallem, Tom Wopat |
| 57 | Gentlemen Prefer Blondes                     | Jule Styne                                  | Leo Robin                                   | 1949  | 9–13 mai 2012               | Megan Hilty, Rachel York, Aaron Lazar, Clarke Thorell, Stephen R. Buntrock                                                                                               |
| 58 | Fiorello!                                    | Jerry Bock                                  | Sheldon Harnick                             | 1959  | 30 janvier - 3 février 2013 | Kate Baldwin, Jeremy Bobb, Erin Dilly, Jennifer Gambatese, Shuler Hensley, Danny Rutigliano, Emily Skinner                                                               |
| 59 | It's a Bird... It's a Plane... It's Superman | Charles Strouse                             | Lee Adams                                   | 1966  | 20–24 mars 2013             | Alli Mauzey, David Pittu, Jenny Powers, Will Swenson, Edward Watts |
| 60 | On Your Toes                                 | Richard Rodgers                             | Lorenz Hart                                 | 1936  | 8–12 mai 2013               | Christine Baranski, Walter Bobbie, Joaquín De Luz, Irina Dvorovenko, Randy Skinner, Karen Ziemba                                                                         |
| 61 | Little Me                                    | Cy Coleman                                  | Carolyn Leigh                               | 1962  | 5–9 février 2014            | Christian Borle, David Garrison, Judy Kaye, Lewis J. Stadlen, Lee Wilkof, Rachel York                                                                                    |
| 62 | The Most Happy Fella                         | Frank Loesser                               | Frank Loesser                               | 1956  | 2–6 avril 2014              | Laura Benanti, Heidi Blickenstaff, Shuler Hensley, Cheyenne Jackson |
| 63 | Irma la Douce                                | Marguerite Monnot                           | Various                                     | 1956  | 7–11 mai 2014               | Malcolm Gets, Rob McClure |
| 64 | Lady, Be Good!                               | George Gershwin                             | Ira Gershwin                                | 1924  | 4–8 février 2015            | Colin Donnell, Erin Mackey, Douglas Sills, Jennifer Laura Thompson, Tommy Tune                                                                                           |
| 65 | Paint Your Wagon                             | Frederick Loewe                             | Alan Jay Lerner                             | 1951  | 18–22 mars 2015             | Keith Carradine, Justin Guarini, Alexandra Socha |
| 66 | Zorba!                                       | John Kander                                 | Fred Ebb                                    | 1968  | 6–10 mai 2015               | Adam Chanler-Berat, Santino Fontana, Marin Mazzie, John Turturro, Zoë Wanamaker                                                                                          |
| 67 | Cabin in the Sky                             | Vernon Duke                                 | John Latouche                               | 1940  | 10–14 février 2016          | Chuck Cooper, Marva Hicks, LaChanze, Norm Lewis, Michael Potts |
| 68 | 1776                                         | Sherman Edwards                             | Sherman Edwards                             | 1969  | 30 mars - 3 avril 2016      | John Behlmann, André De Shields, Santino Fontana, Alexander Gemignani, John Larroquette, Christiane Noll, Bryce Pinkham, Jubilant Sykes                                  |
| 69 | Do I Hear a Waltz?                           | Richard Rodgers                             | Stephen Sondheim                            | 1965  | 11–15 mai 2016              | Claybourne Elder, Melissa Errico, Nancy Opel, Karen Ziemba |
| 70 | Big River                                    | Roger Miller                                | Roger Miller                                | 1985  | 8–12 février 2017           | Annie Golden, Kyle Scatliffe, Christopher Sieber, Lauren Worsham |
| 71 | The New Yorkers                              | Cole Porter                                 | Cole Porter                                 | 1930  | 22–26mars 2017              | Kevin Chamberlin, Scarlett Strallen |
| 72 | The Golden Apple                             | Jerome Moross                               | John Latouche                               | 1954  | 10–14 mai 2017              | Ashley Brown, Lindsay Mendez |
| 73 | Hey, Look Me Over!                           | Divers                                      | Divers                                      |       | 7–11 février 2018           | Vanessa Williams, Carolee Carmello, Judy Kuhn, Marc Kudisch, Reed Birney, Bebe Neuwirth, Nancy Opel, Douglas Sills, Alexandra Socha                                      |
| 74 | Grand Hotel                                  | Robert Wright, George Forrest, Maury Yeston | Robert Wright, George Forrest, Maury Yeston | 1989  | 21–25 mars 2018             | Brandon Uranowitz, Heléne Yorke, James Snyder, Irina Dvorovenko, John Dossett                                                                                            |
| 75 | Me and My Girl                               | Noel Gay                                    | Douglas Furber, L. Arthur Rose              | 1937  | 9–13 mai 2018               | Christian Borle, Laura Michelle Kelly, Harriet Harris, Edward Hibbert |
| 76 | Call Me Madam                                | Irving Berlin                               | Irving Berlin                               | 1950  | 6–10 février 2019           | Carmen Cusack, Darrell Hammond, Carol Kane, Lauren Worsham |
| 77 | I Married an Angel                           | Richard Rodgers                             | Lorenz Hart                                 | 1938  | 20–24 mars 2019             | Mark Evans, Ann Harada, Nikki M. James, Sara Mearns |
| 78 | High Button Shoes                            | Jule Styne                                  | Sammy Cahn                                  | 1947  | 8–12 mai 2019               | Kevin Chamberlin, Michael Urie, Betsy Wolfe |
| 79 | Mack and Mabel                               | Jerry Herman                                | Jerry Herman                                | 1974  | 19–23 février 2020          | Lilli Cooper, Douglas Sills, Alexandra Socha |
| 80 | The Tap Dance Kid                            | Henry Krieger                               | Robert Lorick                               | 1983  | 2–6 février 2022            | |
| 81 | The Life                                     | Cy Coleman                                  | Ira Gasman                                  | 1997  | 16–20 mars 2022             | |
| 82 | Into the Woods                               | Stephen Sondheim                            | Stephen Sondheim                            | 1987  | 4–15 mai 2022               | Sara Bareilles, Christian Borle, Heather Headley, Ashley Park |

Les productions Encores! de Love Life et Thoroughly Modern Millie, prévues au printemps 2020 ont été annulées en raison de la pandémie de Covid-19.

## Voices!
|   | Titre                        | Auteur                | Année | Représentations  | Distribution                                                    |
| - | ---------------------------- | --------------------- | ----- | ---------------- | --------------------------------------------------------------- |
| 1 | Arsenic and Old Lace         | Joseph Kesselring     | 1941  | 11 novembre 2000 | Alec Baldwin, Celeste Holm, Joanne Woodward                     |
| 2 | Little Murders               | Jules Feiffer         | 1967  | 30 janvier 2001  | Blythe Danner, Jules Feiffer, Christopher Fitzgerald, Joel Grey |
| 3 | The Devil and Daniel Webster | Stephen Vincent Benét | 1939  | 13 mars 2001     | Eric Bogosian, James Naughton                                   |

## Encores! Summer Stars
|   | Titre        | Musiques       | Paroles          | Année | Représentations          | Distribution                                                                                        |
| - | ------------ | -------------- | ---------------- | ----- | ------------------------ | --------------------------------------------------------------------------------------------------- |
| 1 | Gypsy        | Jule Styne     | Stephen Sondheim | 1959  | 9–29 juillet 2007        | Laura Benanti, Alison Fraser, Boyd Gaines, Leigh Ann Larkin, Patti LuPone, Nancy Opel, Tony Yazbeck |
| 2 | Damn Yankees | Richard Adler  | Jerry Ross       | 1955  | 5–27 juillet 2008        | Randy Graff, Sean Hayes, Cheyenne Jackson, Jane Krakowski, Megan Lawrence, Michael Mulheren         |
| 3 | The Wiz      | Charlie Smalls | Charlie Smalls   | 1975  | 12 juin - 5 juillet 2009 | Tichina Arnold, Ashanti, Joshua Henry, James Monroe Iglehart, Orlando Jones, LaChanze, Dawnn Lewis  |

## Encores! Off-Center
|    | Titre                          | Musiques           | Paroles            | Année | Représentations    | Distribution                                                                                    |
| -- | ------------------------------ | ------------------ | ------------------ | ----- | ------------------ | ----------------------------------------------------------------------------------------------- |
| 1  | The Cradle Will Rock           | Marc Blitzstein    | Marc Blitzstein    | 1937  | 10–13 juillet 2013 | Danny Burstein, Raúl Esparza, Judy Kuhn, David Margulies, Da'Vine Joy Randolph, Anika Noni Rose |
| 2  | Violet                         | Jeanine Tesori     | Brian Crawley      | 1997  | 17 juillet 2013    | Sutton Foster, Joshua Henry, Christopher Sieber                                                 |
| 3  | I'm Getting My Act Together... | Nancy Ford         | Gretchen Cryer     | 1978  | 24–27 juillet 2013 | Renée Elise Goldsberry                                                                          |
| 4  | Tick, Tick... Boom!            | Jonathan Larson    | Jonathan Larson    | 2001  | 25–28 juin 2014    | Lin-Manuel Miranda, Leslie Odom Jr., Karen Olivo                                                |
| 5  | Randy Newman's Faust           | Randy Newman       | Randy Newman       | 1995  | 1 juillet 2014     | Michael Cerveris, Randy Newman, Laura Osnes, Vonda Shepard, Tony Vincent                        |
| 6  | Pump Boys and Dinettes         | Various            | Various            | 1981  | 16–19 juillet 2014 | Hunter Foster, Mamie Parris, Randy Redd, Katie Thompson, Jordan Dean                            |
| 7  | A New Brain                    | William Finn       | William Finn       | 1997  | 24–27 juin 2015    | Dan Fogler, Ana Gasteyer, Jonathan Groff, Aaron Lazar                                           |
| 8  | Little Shop of Horrors         | Alan Menken        | Howard Ashman      | 1982  | 1–2 juillet 2015   | Ellen Greene, Jake Gyllenhaal, Marva Hicks, Taran Killam                                        |
| 9  | The Wild Party                 | Andrew Lippa       | Andrew Lippa       | 2000  | 15–18 juillet 2015 | Brandon Victor Dixon, Sutton Foster, Steven Pasquale, Miriam Shor                               |
| 10 | Runaways                       | Elizabeth Swados   | Elizabeth Swados   | 1978  | 6–9 juillet 2016   | Sophia Anne Caruso, Mj Rodriguez                                                                |
| 11 | Off-Center Jamboree            | Various            | Various            |       | 16 juillet 2016    | Sutton Foster, Jonathan Groff                                                                   |
| 12 | God Bless You, Mr. Rosewater   | Alan Menken        | Howard Ashman      | 1979  | 27–30 juillet 2016 | Skylar Astin, Santino Fontana, James Earl Jones                                                 |
| 13 | Assassins                      | Stephen Sondheim   | Stephen Sondheim   | 1990  | 12–15 juillet 2017 | Steven Boyer, Alex Brightman, Victoria Clark, Shuler Hensley, Steven Pasquale                   |
| 14 | The Bubbly Black Girl...       | Kirsten Childs     | Kirsten Childs     | 2000  | 26–27 juillet 2017 | Nikki M. James                                                                                  |
| 15 | Really Rosie                   | Carole King        | Maurice Sendak     | 1980  | 2–5 août 2017      | Taylor Caldwell                                                                                 |
| 16 | Songs for a New World          | Jason Robert Brown | Jason Robert Brown | 1995  | 27–30 juin 2018    | Shoshana Bean, Colin Donnell, Mykal Kilgore, Solea Pfeiffer                                     |
| 17 | Gone Missing                   | Michael Friedman   | Michael Friedman   | 2003  | 11–12 juillet 2018 | Taylor Mac                                                                                      |
| 18 | Don't Bother Me, I Can't Cope  | Micki Grant        | Micki Grant        | 1971  | 25–28 juillet 2018 |                                                                                                 |
| 19 | Working                        | Various            | Various            | 1978  | 26–29 juin 2019    | Helen Hunt, Christopher Jackson, Javier Muñoz, Tracie Thoms                                     |
| 20 | Promenade                      | Al Carmines        | María Irene Fornés | 1965  | 10–11 juillet 2019 |                                                                                                 |
| 21 | Road Show                      | Stephen Sondheim   | Stephen Sondheim   | 2008  | 24–27 juillet 2019 | Raúl Esparza, Brandon Uranowitz                                                                 |

## Événements spéciaux
|   | Titre                          | Musiques            | Paroles          | Année | Représentations     | Distribution                                                                                      |
| - | ------------------------------ | ------------------- | ---------------- | ----- | ------------------- | ------------------------------------------------------------------------------------------------- |
| 1 | Cotton Club Parade             | Duke Ellington      | Various          |       | 18–22 novembre 2011 |                                                                                                   |
| 2 | A Bed and A Chair              | Stephen Sondheim    | Stephen Sondheim |       | 13–17 novembre 2013 | Jeremy Jordan, Norm Lewis, Bernadette Peters                                                      |
| 3 | The Band Wagon                 | Arthur Schwartz     | Howard Dietz     |       | 6–16 novembre 2014  | Michael Berresse, Michael McKean, Brian Stokes Mitchell, Laura Osnes, Tony Sheldon, Tracey Ullman |
| 4 | Annie Get Your Gun             | Irving Berlin       | Irving Berlin    | 1946  | 27–28 octobre 2015  | Megan Hilty, Andy Karl, Judy Kaye, Brad Oscar, Ron Raines                                         |
| 5 | Sunday in the Park with George | Stephen Sondheim    | Stephen Sondheim | 1984  | 24–26 octobre 2016  | Annaleigh Ashford, Carmen Cusack, Jake Gyllenhaal, Phylicia Rashad                                |
| 6 | Brigadoon                      | Frederick Loewe     | Alan Jay Lerner  | 1947  | 15–19 novembre 2017 | Stephanie J. Block, Robert Fairchild, Aasif Mandvi, Kelli O'Hara, Patrick Wilson                  |
| 7 | A Chorus Line                  | Marvin Hamlisch     | Edward Kleban    | 1975  | 14–18 novembre 2018 | Jay Armstrong Johnson, Robyn Hurder, Tony Yazbeck                                                 |
| 8 | Evita                          | Andrew Lloyd Webber | Tim Rice         | 1978  | 13–24 novembre 2019 | Enrique Acevedo, Jason Gotay, Solea Pfeiffer                                                      |